# Vidua obtusa
Vidua obtusa е вид птица от семейство Viduidae.

## Разпространение
Видът е разпространен в Ангола, Ботсвана, Бурунди, Замбия, Зимбабве, Демократична република Конго, Малави, Мозамбик, Намибия, Руанда и Танзания.